# Scarabeo 5 (schip, 1990)
De Scarabeo 5 is een halfafzinkbaar platform dat in 1990 werd gebouwd door Fincantieri voor Saipem. Het ME 4500-ontwerp van Maritime Engineering bestaat uit twee pontons met daarop elk drie kolommen en een rechthoekig dek.